# 施泰尔岑贝格
施泰尔岑贝格是德国莱茵兰-普法尔茨州的一个市镇。总面积9.23平方公里，总人口1160人，其中男性578人，女性582人（2011年12月31日），人口密度126人/平方公里。